# Josef Labuda
Josef Labuda   (Bratislava, 13 de desembre de 1941) és un ex-jugador de voleibol eslovac que va competir sota bandera txecoslovaca durant la dècada de 1960.
El 1964 va prendre part en els Jocs Olímpics de Tòquio, on guanyà la medalla de plata en la competició de voleibol.